# Clearwater Lake (Manitoba)
Pour les articles homonymes, voir Clearwater Lake.
Clearwater Lake est un lac situé dans le parc provincial du Lac Clearwater (en), au Manitoba (Canada).